# 弱キャラ友崎くん
『弱キャラ友崎くん』（じゃくキャラともざきくん、英題：The Low Tier Character "TOMOZAKI-kun"） は、屋久ユウキによる日本のライトノベル。イラストはフライが担当している。ガガガ文庫（小学館）より2016年5月から刊行されている。
第10回小学館ライトノベル大賞ガガガ文庫部門優秀賞受賞作。「次のヒット作はこれだ！ 新作ラノベ総選挙2017」（ブックウォーカー）では2位にランクインしている。『このライトノベルがすごい！』では2017年版から文庫部門で5年連続TOP10入りを達成し、2010年代総合ランキングでは9位にランクインしている。2021年1月時点でシリーズ累計部数は120万部を突破している。
2017年12月から『月刊ガンガンJOKER』（スクウェア・エニックス）にて千田衛人による本編のコミカライズが、2020年7月より『マンガワン』『月刊サンデージェネックス』（小学館）にて吉田ばなによるスピンオフコミカライズ『七海みなみは輝きたい 弱キャラ友崎くん外伝』がそれぞれ連載された。
2021年と2024年にはテレビアニメが放送された。

## あらすじ
埼玉県にある私立関友高等学校に通う高校2年生の友崎文也は、「クソゲー」である人生はほどほどに、ハンドルネーム「nanashi」として「神ゲー」である『アタックファミリーズ』（通称アタファミ）で、日本1位をキープし続けるほどの実力と情熱を持ち、心から楽しんでいた。
文也は、唯一『アタファミ』で尊敬している日本2位をキープし続ける「NO NAME」と初対戦の後オフ会に誘われ、リアルで一対一で初めて会うことになる。しかし、待ち合わせに現れた「NO NAME」の正体は同じ高校に通う、同じクラスで学園のパーフェクトヒロインで、文也とは対極の存在、日南葵だった。驚きはそれだけではなく、学校で誰にでも分け隔てなく人当たりの良い葵は、「うだつのあがらないやつ」「ゴミみたいな人間」など文也に対して遠慮のない言葉をぶつける。
その葵の遠慮のない言葉を発端に、2人は口論になり最終的に人生では「キャラ差」があり、不平等で自身は弱キャラなりに楽しく生きていると文也は本音を吐露する。それを聞いた葵は半ば無理やりに文也を自分の家へと連れていく。そこで葵は日頃から表情、姿勢を巧みに操り見た目までも努力で変えられるという事実を文也の前で実演して見せ、コミュ力や自信すらも努力で補えると宣言する。
葵は尊敬していた「nanashi」こと友崎文也が、シンプルで『アタファミ』と肩を並べるほどの「神ゲー」である「人生というゲーム」から逃げてることを許せず、「人生というゲーム」に本気で向き合えと命令をする。こうして、文也と葵の奇妙な師弟関係が始まる。文也は「人生というゲーム」を攻略するべく、「リア充」になることを大きな目標として、葵から与えられる目標や課題を一つずつ「クリア」し、周りの人間を巻き込んで物語が展開していく。

## 登場人物
声の項は特記がない限りドラマCDおよびテレビアニメ版の声優。

### 関友高校
友崎文也（ともざき ふみや）
声 - 佐藤元 / 松岡禎丞（テレビCM）
本作の主人公。基本的には作品全体を通しての語り手。妹（声 - 日高里菜）がいる。ゲームが趣味で、特に作中に大きく関わる『アタファミ』を「神ゲー」と絶賛し、ランキングで日本1位を維持するほど熱中している。一方で人生を「クソゲー」と揶揄し、学校生活やクラスメイトに馴染んだり、容姿を整えたりといった自己研鑽には無関心だったが葵の指導により学園生活の攻略を目指すようになる。
『このライトノベルがすごい！』男性キャラクター部門では2020年版では10位にランクインしている。
日南葵（ひなみ あおい）
声 - 金元寿子 / 戸松遥（テレビCM）
本作のヒロインの一人。才色兼備でかつ一見温和な性格で、男女ともに好かれるパーフェクトヒロイン。陸上部に所属し、短距離走ではインターハイを目指すほどの実力を持つ。埼玉ではちょっとした有名人である。
パーフェクトヒロインの下に本性を隠しているとされ、実際にはあらゆることでトップを目指す向上心の塊で、非常に負けず嫌い。ゲームが趣味で、『アタファミ』を「人生と同等の神ゲー」と絶賛し、日本2位を維持するほど熱中しており、友崎と邂逅するきっかけとなった。勉強とスポーツにおいて毎日地味な努力を積み重ねているだけでなく、見た目の印象を良くするために体格、表情や姿勢に至るまで努力を怠らない。コミュニケーションにおける「空気」を読み、操ることが得意。他者との会話で見せる愛想の良さ、天然さは計算されたものであり、目的を達成するためには他者の感情までも計算しコントロールすることもある。みなみとの選挙戦を制し、学園の生徒会長を務めている。
七海みなみ（ななみ みなみ）
声 - 長谷川育美
本作のヒロインの一人。「七海みなみは輝きたい」外伝の主人公。愛称は「みみみ」、夏林からは「みんみ」と呼ばれている。クラスのムードメーカーでいたずら好きな性格をしている。葵と同じく陸上部に所属して短距離走を専門としているがいつも2番であり、定期考査でもクラス1位の座を葵に取られるなど1番になれないことを悩んでいる。
友崎とは葵との選挙戦で協力関係となり、それまでの呼び方「友崎」からブレーンと呼ぶようになった。
作者は「ヒロインの中で一番普通な女の子」というイメージで書いているという。
『このライトノベルがすごい！』女性キャラクター部門では2019年版では6位、2020年版では5位、2021年版では10位にランクインしている。
菊池風香（きくち ふうか）
声 - 茅野愛衣
本作のヒロインの一人。友崎のクラスメイト。本が好きで、特にマイケル・アンディの作品を好む。大宮にあるハンバーグ屋でアルバイトをしている。
おしとやかな性格で、誰に対しても丁寧な言葉遣いで話す。人間観察に長けておりクラス内のバランスを把握している。それもあって友崎にアドバイスすることもある。
風香が登場するたびに友崎のモノローグがファンタジックになることについて作者は「ずっと友崎の一人称で同じ口調が続いていたため、リズムを変えるという意味でやってみた」と述べている。
夏林花火（なつばやし はなび）
声 - 前川涼子
本作のヒロインの一人。友崎のクラスメイト。あだ名は「たま」。みなみと仲が良い。思ったことを飾らず言う性格で、クラスメイトとしばしば衝突することがある。この性格のため、紺野とは犬猿の仲である。両親が洋菓子店「ル・プティ・ポワ」を営んでおり、休日は手伝いをすることがある。
平林への嫌がらせ行為に意見したことで、逆に紺野から嫌がらせの対象となるが友崎の力で元気を取り戻す。クラスメイトの怒りを買った紺野が総攻撃を受けた際、最初に声を上げてその場を修復。その後、真央と美佳から謝罪を受けると同時に多くの友人ができるようになった。
泉優鈴（いずみ ゆず）
声 - 稗田寧々
本作のヒロインの一人。友崎のクラスメイト。中村に好意を寄せている。元々中村とは仲が良かったが、中村がアタファミに熱中したことで疎遠になりつつあり、中村と関係を持ち続けるために友崎からアタファミを教わる。裁縫にハマって中村のポケットティッシュカバーを作るが、これが紺野の怒りを爆発させ紺野がクラスから孤立するきっかけとなる。
中村修二（なかむら しゅうじ）
声 - 岡本信彦
友崎のクラスメイト。茶髪のイケメン。クラスの中心人物で、水沢・竹井とつるむ。
水沢孝弘（みずさわ たかひろ）
声 - 島﨑信長
友崎のクラスメイト。葵に好意を寄せている。友崎が変わろうとしていることを早いうちに気付いた。クラスで唯一、友崎を「文也」と下の名前で呼んでいる。美容師を夢見ており、ヘアワックスの選び方や使い方を友崎に教える。
竹井（たけい）
声 - 水野駿太郎
友崎のクラスメイト。ガタイがいい。
紺野エリカ（こんの エリカ）
声 - 金子彩花
クラスの女王。普段は周りとうまくやっているが、思い通りにならないと非常にワガママで攻撃的になる。中村に好意を抱いているが、泉と交際関係にあることを知り平林や花火に当たることで鬱憤を晴らしている。クラスの和を乱す存在で、葵からは内心煙たがられている。オシャレや美容に気を使っており、人から見下されるのを最も嫌う。
ある日、自分の机が倒され教科書類が散乱したことをきっかけに真央（アニメ版。原作では美佳。後述）と言い争いになる。その際、葵の策略によって泉と中村への怒りが爆発。泣きながら悪態をつくが、クラス内からは単なる嫉妬だと思われ、それまで花火や平林へ行っていた嫌がらせを逆にクラスメイトから一気に受けた。花火と泉の機転により事なきを得るが、クラスの女王としての地位を失う。それ以降の嫌がらせ行為はしなくなったが、花火や平林に対しての謝罪の言葉は最後までなかった。
山下由美子（やました ゆみこ）
声 - 橋本ちなみ
みなみの後輩。「○○っす！」という口調が印象的。生徒会選挙では、みなみの推薦人を務めた。
中学の頃より、みなみが葵を意識して努力していることを知る数少ない人物。
秋山美佳（あきやま みか）
声 - 日岡なつみ
紺野グループのメンバーの1人。グループ内で最も紺野からいびられていた。葵とも仲が良い。『机を倒した』と紺野から一方的に決めつけられ口論になる。その際、エリカにつきとばされ、エリカのつけまつげが下手だと自分の目を指していた指が右目に入って軽いけがをする(原作）。紺野イジメ騒動後、真央と一緒に平林と花火に謝罪した。
橘（たちばな）
声 - 財満健太
強キャラ。友崎の名前がなかなか覚えられない。葵と同じ中学校の出身でバスケ部に所属していた。
平林みゆき（ひらばやし みゆき）
声 - 川井田夏海
物静かな女子生徒。紺野によって半ば強引に、球技大会の女子キャプテンにされる。花火とは対照的に『NO』とはっきり言えない性格のため、紺野から嫌がらせ行為の標的となる。紺野の騒動後は真央と美佳からそれまでの行為を謝罪された。
神前真央（かみまえ まお）
声 - 市ノ瀬加那
紺野グループのメンバーの1人。しかし付き合う内にエリカを嫌うようになり、距離を置いていた。花火へのイジメ問題で完全に決別する。そんな矢先、『机を倒した』と紺野から一方的に決めつけられ口論になる。その際、自分のネイルが原因で頬に引っ掻き傷を負ってしまう(アニメ版)。これが前述した紺野のクラス内騒動の火種になった。事態収拾後は、美佳と共に花火と平林へ謝罪する。
柏崎さくら（かしわざき さくら）
声 - 広瀬ゆうき
みなみの友人で、友崎とは文化祭の実行委員で知り合う。
瀬野由紀（せの ゆき）
声 - 大空直美
みなみの友人。さくらと同様に友崎とは文化祭の実行委員で知り合い、書記を担当していた。

### 徳静高校
成田つぐみ（なりた つぐみ）
声 - 藤田茜
友崎と水沢のバイト仲間。バイトでは友崎の先輩だが、年齢では友崎の方が上。友崎からは「ぐみちゃん」、水沢からは「ぐみ」と呼ばれている。できるだけ頑張りたくないという信条を持つ。

### その他の人物
レナ
友崎が葵を誘って参加したアタファミのオフ会参加者。友崎よりも年上だが、本人の希望で友崎からはレナちゃんと呼ばれている。
日南渚（ひなみ なぎさ）
故人。葵の妹。小学6年生の時に虐めを受けた上事故死でなくなってる。
渚が虐めを受けてた時、母親は常に何とかなると考え問題解決に動かず、渚が亡くなった後も仕方ない事だと思いをまげなかった。
渚が亡くなった後、葵自身も行動しなかったことを強く後悔し、母親の非情な言葉にショックを受け、現在の葵の性格を作り上げる結果となった。

## 作風とテーマ
作者自身は本作を「青春ラブコメ」として書いているが、恋愛面を物語の主軸に置いているわけではなく、「人との繋がり」を重視している。
作者はキャラクターを書く上でリアルな女性像をテーマとして用意し、それにポップなキャラクター像を被せて書くことを意識している。また、表面的にはライトノベルを意識しているが、中身の価値観や判断基準は最初から最後までブレない女の子として書きつつ、物語中に成長して変化したとしても一本に繋がっている形になるように気を付けているという。

## 制作背景
元々芸人だった作者は、当時思いついたアイディアを小説の形にしてキャラクターを動かしたら多くの人に伝わると考えていた。そこでアイディアを積み上げていった結果、良さげな構成が出来上がったため、それを書き上げたのが本作だった。

## 評価
第10回小学館ライトノベル大賞ガガガ文庫部門にて優秀賞を受賞（受賞時のタイトルは「満点飾りのがんばり論！」）。同賞でゲスト審査員を務めた渡航は本作を以下のように評している。

## 既刊一覧

### 小説
| 巻数    | タイトル                | 初版第1刷発行日（発売日）  | ISBN                                          |
| ------- | ----------------------- | -------------------------- | --------------------------------------------- |
| 1       | 弱キャラ友崎くん Lv.1   | 2016年5月23日（5月18日）   | 978-4-09-451610-4                             |
| 2       | 弱キャラ友崎くん Lv.2   | 2016年9月21日（9月16日）   | 978-4-09-451631-9                             |
| 3       | 弱キャラ友崎くん Lv.3   | 2017年1月23日（1月18日）   | 978-4-09-451655-5                             |
| 4       | 弱キャラ友崎くん Lv.4   | 2017年6月25日（6月20日）   | 978-4-09-451683-8                             |
| 5       | 弱キャラ友崎くん Lv.5   | 2017年11月22日（11月17日） | 978-4-09-451709-5                             |
| 6       | 弱キャラ友崎くん Lv.6   | 2018年5月23日（5月18日）   | 978-4-09-451733-0                             |
| 短編集1 | 弱キャラ友崎くん Lv.6.5 | 2018年10月23日（10月18日） | 978-4-09-451757-6                             |
| 7       | 弱キャラ友崎くん Lv.7   | 2019年4月23日（4月18日）   | 978-4-09-451785-9 978-4-09-451789-7（特装版） |
| 8       | 弱キャラ友崎くん Lv.8   | 2019年10月23日（10月18日） | 978-4-09-451815-3                             |
| 短編集2 | 弱キャラ友崎くん Lv.8.5 | 2020年4月22日（4月17日）   | 978-4-09-451840-5 978-4-09-451850-4（特装版） |
| 9       | 弱キャラ友崎くん Lv.9   | 2021年1月24日（1月19日）   | 978-4-09-451878-8                             |
| 10      | 弱キャラ友崎くん Lv.10  | 2022年1月23日（1月18日）   | 978-4-09-453045-2                             |
| 11      | 弱キャラ友崎くん Lv.11  | 2024年1月23日（1月18日）   | 978-4-09-453114-5                             |

### 漫画
| 巻数 | タイトル                   | 初版発行日（発売日）   | ISBN              |
| ---- | -------------------------- | ---------------------- | ----------------- |
| 1    | 弱キャラ友崎くん -COMIC- 1 | 2018年5月18日（同日）  | 978-4-7575-5713-0 |
| 2    | 弱キャラ友崎くん -COMIC- 2 | 2018年10月18日（同日） | 978-4-7575-5871-7 |
| 3    | 弱キャラ友崎くん -COMIC- 3 | 2020年4月17日（同日）  | 978-4-7575-6619-4 |
| 4    | 弱キャラ友崎くん -COMIC- 4 | 2020年12月18日（同日） | 978-4-7575-7010-8 |
| 5    | 弱キャラ友崎くん -COMIC- 5 | 2021年2月22日（同日）  | 978-4-7575-7099-3 |
| 6    | 弱キャラ友崎くん -COMIC- 6 | 2021年4月22日（同日）  | 978-4-7575-7209-6 |

| 巻数 | タイトル                                    | 初版第1刷発行日（発売日）  | ISBN              |
| ---- | ------------------------------------------- | -------------------------- | ----------------- |
| 1    | 七海みなみは輝きたい 弱キャラ友崎くん外伝 1 | 2020年12月23日（12月18日） | 978-4-09-157618-7 |
| 2    | 七海みなみは輝きたい 弱キャラ友崎くん外伝 2 | 2021年9月22日（9月17日）   | 978-4-09-157640-8 |
| 3    | 七海みなみは輝きたい 弱キャラ友崎くん外伝 3 | 2023年1月24日（1月19日）   | 978-4-09-157719-1 |

## テレビアニメ
2020年3月にテレビアニメ化が発表され、第1期はAT-Xほかにて2021年1月から3月まで全12話が放送された。
2022年1月に新作アニメの制作を発表。2023年2月に第2期『弱キャラ友崎くん 2nd STAGE』（じゃくキャラともざきくん セカンドステージ）のタイトルで全13話放送されることが発表され、2024年1月から3月まで放送された。

### スタッフ
|                               | 第1期                                                        | 第2期                                                        |
| ----------------------------- | ------------------------------------------------------------ | ------------------------------------------------------------ |
| 原作                          | 屋久ユウキ                                                   | 屋久ユウキ                                                   |
| 原作イラスト キャラクター原案 | フライ                                                       | フライ                                                       |
| 監督                          | 柳伸亮                                                       | 柳伸亮                                                       |
| シリーズ構成                  | 志茂文彦                                                     | 志茂文彦                                                     |
| キャラクターデザイン          | 矢野茜                                                       | 矢野茜                                                       |
| プロップデザイン              | 北山景子                                                     | 北山景子                                                     |
| 美術監督 美術設定             | 安田ゆかり                                                   | 安田ゆかり                                                   |
| 色彩設計                      | 鈴木ようこ                                                   | 鈴木ようこ                                                   |
| CGラインディレクター          | 齋藤威志                                                     | 齋藤威志                                                     |
| 撮影監督                      | 川田哲矢                                                     | 川田哲矢                                                     |
| 編集                          | 渡邉千波                                                     | 新沼奈美                                                     |
| 音響監督                      | 本山哲                                                       | 本山哲                                                       |
| 音響制作                      | ビットグルーヴプロモーション                                 | ビットグルーヴプロモーション                                 |
| 音楽                          | 水谷広実                                                     | 水谷広実                                                     |
| 音楽制作                      | ポニーキャニオン、アップドリーム                             | ポニーキャニオン、アップドリーム                             |
| 音楽プロデューサー            | 野島鉄平                                                     | 鎗水善史、山田公平                                           |
| チーフプロデューサー          | 兼岩元子、轟豊太                                             | 兼岩元子、轟豊太                                             |
| チーフプロデューサー          | 川村仁                                                       | N/A                                                          |
| プロデューサー                | 前田健太、下梶谷敦、大和田智之、小澤文啓、福井詔雄、山田公平 | 前田健太、下梶谷敦、大和田智之、小澤文啓、福井詔雄、山田公平 |
| プロデューサー                | 藤井貴大、野島鉄平 柏木豊、齋藤宙央                          | 吉田翔平、鎗水善史、塩谷尚史 深谷成輝、小西裕貴              |
| プロデュース                  | DREAM SHIFT                                                  | DREAM SHIFT                                                  |
| プロデュース                  | N/A                                                          | ハピネットファントム・スタジオ                               |
| アニメーション プロデューサー | 糀谷智司                                                     | 糀谷智司                                                     |
| アニメーション制作            | project No.9                                                 | project No.9                                                 |
| 製作                          | 「弱キャラ友崎くん」製作委員会                               | 「弱キャラ友崎くん2」製作委員会                              |

### 主題歌
第1期・第2期ともにDIALOGUE+が担当。
「人生イージー？」
第1期オープニングテーマ。作詞・作曲は田淵智也、編曲は田中秀和。
「あやふわアスタリスク」
第1期エンディングテーマ。作詞・作曲は田淵智也、編曲は広川恵一。
泉優鈴（稗田寧々）、七海みなみ（長谷川育美）、菊池風香（茅野愛衣）、日南葵（金元寿子）、夏林花火（前川涼子）による各ソロバージョンも使用され、キャラ毎に歌詞がそれぞれ異なる。
「イージー？ハード？しかして進めっ！」
第2期オープニングテーマ。作詞・作曲は田淵智也、編曲は伊藤翼。
「誰かじゃないから」
第2期エンディングテーマ。作詞は大胡田なつき、作曲・編曲は成田ハネダ。

### 各話リスト
| 話数               | サブタイトル                                                | シナリオ            | 絵コンテ         | 演出                          | 作画監督                                                                            | 総作画監督               | 初放送日      |       |       |       |       |       |       |       |       |       |       |       |       |       |       |       |       |       |
| 第1期              | 第1期                                                       | 第1期               | 第1期            | 第1期                         | 第1期                                                                               | 第1期                    | 第1期         | 第1期 | 第1期 | 第1期 | 第1期 | 第1期 | 第1期 | 第1期 | 第1期 | 第1期 | 第1期 | 第1期 | 第1期 | 第1期 | 第1期 | 第1期 | 第1期 | 第1期 |
| ------------------ | ----------------------------------------------------------- | ------------------- | ---------------- | ----------------------------- | ----------------------------------------------------------------------------------- | ------------------------ | ------------- | ----- | ----- | ----- | ----- | ----- | ----- | ----- | ----- | ----- | ----- | ----- | ----- | ----- | ----- | ----- | ----- | ----- |
| Lv.1               | なんだかんだ言って 有名なゲームは大体おもしろい             | 志茂文彦            | 柳伸亮           | 大河原晴男                    | 小川エリ 北山景子 藤澤俊幸 林あすか 高瀬さやか                                      | 矢野茜                   | 2021年 1月8日 |       |       |       |       |       |       |       |       |       |       |       |       |       |       |       |       |       |
| Lv.2               | 一回の戦闘でレベルが連続で上がると めっちゃ気持ちいい       | 志茂文彦            | 石倉敬一         | 川奈可奈                      | 川口弘明 服部憲知 南伸一郎 北山景子 4Tune                                           | 清丸悟 佐藤麻里那 矢野茜 | 1月15日       |       |       |       |       |       |       |       |       |       |       |       |       |       |       |       |       |       |
| Lv.3               | 一人目の仲間が女の子だと しばらくデート気分で冒険できる     | 杉澤悟              | ほしかわたかふみ | 岡村正弘                      | 小川エリ 河原久美子 洪範錫 林可爲 Lee Hyeon Suk                                     | 矢野茜                   | 1月22日       |       |       |       |       |       |       |       |       |       |       |       |       |       |       |       |       |       |
| Lv.4               | ダンジョン攻略後に村に帰ると 強いボスがいたりする           | 志茂文彦            | 島津裕行         | 大河原晴男                    | 清水勝祐 北山景子 Park Hye Ran Lee Seok Yun Kim Hyeon Jin Yeon Ji Hye Park Mi Hyeon | 矢野茜                   | 1月29日       |       |       |       |       |       |       |       |       |       |       |       |       |       |       |       |       |       |
| Lv.5               | 難関イベント攻略後に 仲間になるキャラはだいたい能力値高い   | 永井真吾            | 高本宣弘         | 神原敏昭                      | STUDIO MASSKET 北山景子 奥野浩行 櫻井拓郎 河原久美子 清水勝祐 木下ゆうき 水野隆宏   | 清丸悟 佐藤麻里那        | 2月5日        |       |       |       |       |       |       |       |       |       |       |       |       |       |       |       |       |       |
| Lv.6               | ゲーム内ゲームをやり出すと マジで止まらない                 | 永井真吾            | 佐藤篤志         | 藤原和々                      | 新海翔斗 小川エリ 水野隆宏 奥野浩行 北山景子 洪範錫 4Tune                           | 矢野茜                   | 2月12日       |       |       |       |       |       |       |       |       |       |       |       |       |       |       |       |       |       |
| Lv.7               | 師匠キャラがボスになると 詰むくらい強かったりする           | 永井真吾            | 誌村宏明         | 山口勇                        | 佐々木勅嘉 奈良岡光 木下由美子 松本勝次 櫻井拓郎 Kim Yongbeom 日影工房              | 清丸悟 佐藤麻里那        | 2月19日       |       |       |       |       |       |       |       |       |       |       |       |       |       |       |       |       |       |
| Lv.8               | 低レベルのキャラだけじゃ 解決できない問題もある             | 永井真吾            | 石倉敬一         | ナンバーナイン                | 新海翔斗 小川エリ Park Hye Ran 洪範錫 清水勝祐 水野隆宏                             | 矢野茜                   | 2月26日       |       |       |       |       |       |       |       |       |       |       |       |       |       |       |       |       |       |
| Lv.9               | 仲間を揃えて最初の街に戻ると 新しいイベントが起きたりする   | 山田由香            | いわたかずや     | project No.9 まつもとよしひさ | 小川エリ 洪範錫 木下ゆうき 櫻井拓郎 奥野浩行                                        | 清丸悟 佐藤麻里那        | 3月5日        |       |       |       |       |       |       |       |       |       |       |       |       |       |       |       |       |       |
| Lv.10              | 多人数プレイには 多人数プレイなりのよさがある               | 山田由香            | 島津裕行         | 加藤顕                        | 新海翔斗 渡辺奏 櫻井拓郎 河原久美子 Jang Young-Sun                                  | 矢野茜                   | 3月12日       |       |       |       |       |       |       |       |       |       |       |       |       |       |       |       |       |       |
| Lv.11              | たった一つの選択肢が すべてを変えてしまうこともある         | 山田由香            | 高本宣弘         | 藤原和々                      | 小川エリ HANJIN ANIMATION 水野隆宏                                                  | 佐藤麻里那               | 3月19日       |       |       |       |       |       |       |       |       |       |       |       |       |       |       |       |       |       |
| Lv.12              | ヒロインにしか装備できない アイテムには特別な効果がある     | 志茂文彦            | 石倉敬一         | ナンバーナイン                | 新海翔斗 清水勝祐 水野隆宏 大木賢一 北山景子 劉雲留 胡峰成 RadPlus                  | 矢野茜 佐藤麻里那 紙葉礼 | 3月26日       |       |       |       |       |       |       |       |       |       |       |       |       |       |       |       |       |       |
| OVA1               | エンディング後のヒロインの衣装は 普段とちょっと違ったりする | 屋久ユウキ          | 石倉敬一         | 佐土原武之                    | 櫻井拓郎 木下ゆうき 奥野浩行 河原久美子 洪範錫 北山景子                             | 清丸悟 佐藤麻里那        | -             |       |       |       |       |       |       |       |       |       |       |       |       |       |       |       |       |       |
| OVA2               | 変な呪文の名前には だいたい知られざる由来がある             | 屋久ユウキ          | 石倉敬一         | ナンバーナイン                | 新海翔斗 小川エリ 清水勝祐 水野隆宏 木下ゆうき 北山景子 Rad plus                    | 清丸悟 佐藤麻里那        | -             |       |       |       |       |       |       |       |       |       |       |       |       |       |       |       |       |       |
| 第2期『2nd STAGE』 |                                                             |                     |                  |                               |                                                                                     |                          |               |       |       |       |       |       |       |       |       |       |       |       |       |       |       |       |       |       |
| Lv.1               | 情報収集パートが 退屈じゃないゲームは名作                   | 志茂文彦            | 柳伸亮           | 新海翔斗                      | 水野隆宏                                                                            | 矢野茜 小川エリ          | 2024年 1月3日 |       |       |       |       |       |       |       |       |       |       |       |       |       |       |       |       |       |
| Lv.2               | ハッピーエンドを 迎えたあとも人生は続く                     | 志茂文彦            | 石倉敬一         | 佐土原武之                    | 松本謙一 洪範錫                                                                     | 矢野茜 松本謙一          | 1月10日       |       |       |       |       |       |       |       |       |       |       |       |       |       |       |       |       |       |
| Lv.3               | 得意技が真逆のキャラクターが いた方が戦闘は安定する         | 志茂文彦            | 西森章           | 松本佳久                      | 都竹隆治 河原久美子                                                                 | 矢野茜 小川エリ          | 1月17日       |       |       |       |       |       |       |       |       |       |       |       |       |       |       |       |       |       |
| Lv.4               | 村人たちにもきっと 村人たちなりの生活がある                 | 志茂文彦            | 佐藤篤志         | ながはまのりひこ              | 水野隆宏 洪範錫                                                                     | 矢野茜 松本謙一          | 1月24日       |       |       |       |       |       |       |       |       |       |       |       |       |       |       |       |       |       |
| Lv.5               | 初期装備を鍛え続けたら、 だいたい最強の剣になる             | 屋久ユウキ          | 葉摘田緒         | project No.9                  | 都竹隆治 河原久美子 拾月動画 Ha Seung Hee Lee Young Mi Lee Ji Taek                  | 矢野茜 水野隆宏          | 1月31日       |       |       |       |       |       |       |       |       |       |       |       |       |       |       |       |       |       |
| Lv.6               | 大きなイベントの裏には それぞれの思惑がある                 | 山田由香            | 西森章           | まつもとよしひさ              | 閔賢叔 權勇相 安孝貞 LEE SANG-MIN                                                   | 矢野茜 水野隆宏 小川エリ | 2月7日        |       |       |       |       |       |       |       |       |       |       |       |       |       |       |       |       |       |
| Lv.7               | 妖精が住む森には だいたい大切なアイテムが落ちている         | 永井真吾            | 石倉敬一         | 矢野孝典                      | Kim Hyeon Ok Lee Seok Yoon Park Sang Ho Ko Seo Young Hwang You Seon                 | 矢野茜 松本謙一          | 2月14日       |       |       |       |       |       |       |       |       |       |       |       |       |       |       |       |       |       |
| Lv.8               | 他種族の住む村は 主人公だけじゃ入れなかったりする           | 山田由香            | 佐藤篤志         | 松本マサユキ                  | 都竹隆治 洪範錫 閔賢叔 權勇相 安孝貞                                                | 矢野茜 水野隆宏          | 2月21日       |       |       |       |       |       |       |       |       |       |       |       |       |       |       |       |       |       |
| Lv.9               | 選択肢の前で迷い続けても 物語は進まない                     | 山田由香            | 西森章           | project No.9                  | Lee Se Jong Kim Jeong Soon Eom Ju Hyeong                                            | 矢野茜 水野隆宏 松本謙一 | 2月28日       |       |       |       |       |       |       |       |       |       |       |       |       |       |       |       |       |       |
| Lv.10              | 石版に刻まれた紋様は 世界の謎と繋がっている                 | 屋久ユウキ 志茂文彦 | 石倉敬一         | 松本マサユキ                  | 河原久美子 洪範錫 拾月動画                                                          | 矢野茜 松本謙一          | 3月6日        |       |       |       |       |       |       |       |       |       |       |       |       |       |       |       |       |       |
| Lv.11              | 妖精も泉の外で 一人ぼっちだと寂しい                         | 山田由香            | 石倉敬一         | project No.9                  | Ahn Min-mi 拾月動画                                                                 | 矢野茜 松本謙一          | 3月13日       |       |       |       |       |       |       |       |       |       |       |       |       |       |       |       |       |       |
| Lv.12              | 最初の街にある古文書が、 ラストダンジョンの鍵だったりする   | 永井真吾            | 石倉敬一         | project No.9                  | 閔賢叔 安孝貞 松本謙一 拾月動画                                                     | 水野隆宏 小川エリ        | 3月20日       |       |       |       |       |       |       |       |       |       |       |       |       |       |       |       |       |       |
| Lv.13              | 魔法の扉の先にはきっと、 欲しかったものが転がっている       | 志茂文彦            | 葉摘田緒         | project No.9                  | 河原久美子 洪範錫 拾月動画                                                          | 水野隆宏 矢野茜          | 3月27日       |       |       |       |       |       |       |       |       |       |       |       |       |       |       |       |       |       |

### 放送局
| 放送期間               | 放送時間           | 放送局   | 対象地域 | 備考                                 |
| ---------------------- | ------------------ | -------- | -------- | ------------------------------------ |
| 2021年1月8日 - 3月26日 | 金曜 21:00 - 21:30 | AT-X     | 日本全域 | 製作参加 / CS放送 / リピート放送あり |
|                        | 金曜 22:00 - 22:30 | TOKYO MX | 東京都   | 製作参加 / リピート放送あり          |
| 2021年1月9日 - 3月27日 | 土曜 22:00 - 22:30 | BS11     | 日本全域 | 製作参加 / BS放送 / 『ANIME+』枠     |

| 配信開始日    | 配信時間                     | 配信サイト |
| ------------- | ---------------------------- | --- |
| 2021年1月8日  | 金曜 22:00 - 22:30           | ABEMA |
|               | 金曜 22:00 更新              | dアニメストア |
| 2021年1月13日 | 水曜 0:00（火曜深夜） 更新   | Amazon Prime Video Netflix U-NEXT アニメ放題 J:COMオンデマンド みるプラス TELASA スマートパスプレミアム バンダイチャンネル Hulu FOD GYAO! ひかりTV ニコニコチャンネル TSUTAYA TV ビデオマーケット DMM.com Rakuten TV Google Play クランクイン！ビデオ HAPPY!動画 |
|               | 水曜 0:00 - 0:30（火曜深夜） | ニコニコ生放送 |

| 放送期間               | 放送時間                     | 放送局       | 対象地域 | 備考                                            |
| ---------------------- | ---------------------------- | ------------ | -------- | ----------------------------------------------- |
| 2024年1月3日 - 3月27日 | 水曜 21:00 - 21:30           | AT-X         | 日本全域 | 製作参加 / CS放送 / 字幕放送 / リピート放送あり |
|                        | 水曜 22:00 - 22:30           | TOKYO MX     | 東京都   | 製作参加                                        |
| 2024年1月4日 - 3月28日 | 木曜 0:00 - 0:30（水曜深夜） | BS11         | 日本全域 | 製作参加 / BS放送 / 『ANIME+』枠                |
| 2024年1月22日 -        | 月曜 0:45 - 1:15（日曜深夜） | 山口朝日放送 | 山口県   | 『Positive ANIMATION』枠                        |

| 配信開始日   | 配信時間           | 配信サイト |
| ------------ | ------------------ | --- |
| 2024年1月3日 | 水曜 22:00 - 22:30 | ABEMA |
| 2024年1月5日 | 金曜 22:00 更新    | dアニメストア U-NEXT アニメ放題 |
| 2024年1月8日 | 月曜 0:00 更新     | Amazonプライム・ビデオ DMM TV J:COM STREAM みるプラス TELASA auスマートパスプレミアム バンダイチャンネル Hulu Lemino FOD Google Play HAPPY!動画 iTSCOMオンデマンド ムービーフル クランクイン！ビデオ |

### 関連商品

#### BD / DVD
| 巻  | 発売日        | 収録話                  | 規格品番  | 規格品番  |
| 巻  | 発売日        | 収録話                  | BD        | DVD       |
| --- | ------------- | ----------------------- | --------- | --------- |
| 1   | 2021年3月3日  | 第1話 - 第2話           | BIXA-1321 | BIBA-3471 |
| 2   | 2021年4月2日  | 第3話 - 第4話           | BIXA-1322 | BIBA-3472 |
| 3   | 2021年5月7日  | 第5話 - 第6話、OVA1     | BIXA-1323 | BIBA-3473 |
| 4   | 2021年6月2日  | 第7話 - 第8話、OVA2     | BIXA-1324 | BIBA-3474 |
| 5   | 2021年7月2日  | 第9話 - 第10話          | BIXA-1325 | BIBA-3475 |
| 6   | 2021年8月4日  | 第11話 - 第12話         | BIXA-1326 | BIBA-3476 |
| BOX | 2023年12月6日 | 第1話 - 第12話、OVA1・2 | BIXA-1344 | N/A       |

| 巻 | 発売日        | 収録話         | 規格品番  | 規格品番 |
| 巻 | 発売日        | 収録話         | BD        | DVD      |
| -- | ------------- | -------------- | --------- | -------- |
| 1  | 2024年5月10日 | 第1話 - 第6話  | BIXA-1441 | N/A      |
| 2  | 2024年7月3日  | 第7話 - 第13話 | BIXA-1442 | N/A      |

#### 書籍
- MdN編集部（編） 『アニメ「弱キャラ友崎くん」公式攻略ガイド』 エムディエヌコーポレーション、2024年5月31日発売[69]、ISBN 978-4-295-20660-6

### Web番組
第1期の放送に合わせて、友崎文也役の佐藤元と日南葵役の金元寿子によるWeb番組『弱キャラ友崎くん おしゃべり人生攻略』が2020年10月18日よりニコニコ生放送にて配信。10月から12月までは月1回の動画配信、2021年1月以降は毎週1回のラジオ番組となる。2021年5月4日には特番『おしゃべり人生攻略 アニメ総括ニコ生』が放送された。

## コラボレーション
広告
2018年10月1日に、20周年を迎えるPasco（敷島製パン）の食パン「超熟」ブランドの読売新聞朝刊の広告で、イメージガールとして「七海みなみ」が登場した。この広告は、第35回読売広告大賞で優秀賞を受賞した。

カードイラスト
トレーディングカードゲーム「デュエル・マスターズ」のスペシャルカードパックに、フライ描き下ろしの日南葵と七海みなみが描かれたカード「ガールズ・ジャーニー」が、特別イラスト版として収録された。カードの下部にはフレーバーテキストとして、2人の会話が載っている。